# Campionato mondiale di beach soccer 2019
Il campionato mondiale di beach soccer 2019 (ufficialmente FIFA Beach Soccer World Cup 2019) è stata la 10ª edizione del torneo organizzato dalla FIFA. La competizione si è svolta dal 21 novembre al 1º dicembre 2019 a Luque, nell'area metropolitana di Asunción, in Paraguay.

## Squadre partecipanti
| Confederazione                                        | Torneo di qualificazione                | Qualificate         | Pres. | Ult. | Miglior risultato                            |
| ----------------------------------------------------- | --------------------------------------- | ------------------- | ----- | ---- | -------------------------------------------- |
| AFC (Asia)                                            | AFC Beach Soccer Championship 2019      | Giappone            | 10ª   | 2017 | Quarto posto (2005)                          |
| AFC (Asia)                                            | AFC Beach Soccer Championship 2019      | Emirati Arabi Uniti | 6ª    | 2017 | Fase a gironi (2007, 2008, 2009, 2013, 2017) |
| AFC (Asia)                                            | AFC Beach Soccer Championship 2019      | Oman                | 3ª    | 2015 | Fase a gironi (2011, 2015)                   |
| CAF (Africa)                                          | Africa Beach Soccer Cup of Nations 2018 | Senegal             | 7ª    | 2017 | Quarti di finale (2007, 2011, 2017)          |
| CAF (Africa)                                          | Africa Beach Soccer Cup of Nations 2018 | Nigeria             | 6ª    | 2017 | Quarti di finale (2007, 2011)                |
| CONCACAF (America Centrale, Settentrionale e Caraibi) | CONCACAF Beach Soccer Championship 2019 | Messico             | 6ª    | 2017 | Secondo posto (2007)                         |
| CONCACAF (America Centrale, Settentrionale e Caraibi) | CONCACAF Beach Soccer Championship 2019 | Stati Uniti         | 5ª    | 2013 | Fase a gironi (2005, 2006, 2007, 2013)       |
| CONMEBOL (Sud America)                                | Nazione ospitante                       | Paraguay            | 4ª    | 2017 | Quarti di finale (2017)                      |
| CONMEBOL (Sud America)                                | CONMEBOL Beach Soccer Championship 2019 | Brasile             | 10ª   | 2017 | Campione (2006, 2007, 2008, 2009, 2017)      |
| CONMEBOL (Sud America)                                | CONMEBOL Beach Soccer Championship 2019 | Uruguay             | 6ª    | 2009 | Secondo posto (2006)                         |
| OFC (Oceania)                                         | OFC Beach Soccer Championship 2019      | Tahiti              | 5ª    | 2017 | Secondo posto (2015, 2017)                   |
| UEFA (Europa)                                         | Qualificazioni europee 2019             | Bielorussia         | 1ª    | /    | Esordiente                                   |
| UEFA (Europa)                                         | Qualificazioni europee 2019             | Italia              | 8ª    | 2017 | Secondo posto (2008)                         |
| UEFA (Europa)                                         | Qualificazioni europee 2019             | Russia              | 7ª    | 2015 | Campione (2011, 2013)                        |
| UEFA (Europa)                                         | Qualificazioni europee 2019             | Svizzera            | 5ª    | 2017 | Secondo posto (2009)                         |
| UEFA (Europa)                                         | Qualificazioni europee 2019             | Portogallo          | 9ª    | 2017 | Campione (2015)                              |

## Fase finale

### Candidature
Le candidature ufficialmente dichiarate furono tre. In ordine alfabetico:
- Australia
- Barbados
- Paraguay

### Scelta della sede
Il 1º ottobre 2018, la Commissione Esecutiva della FIFA annunciò che il torneo si sarebbe svolto in Paraguay.

### Sorteggio
| 1ª urna                             | 2ª urna                            | 3ª urna                                      | 4ª urna                              |
| ----------------------------------- | ---------------------------------- | -------------------------------------------- | ------------------------------------ |
| Paraguay (A1) Brasile Russia Tahiti | Italia Portogallo Giappone Senegal | Svizzera Messico Nigeria Emirati Arabi Uniti | Oman Stati Uniti Uruguay Bielorussia |

## Fase a gironi

### Girone A
| Squadra     | P.ti | G | V | V+ | Vr | P | GF | GS | DR |
| ----------- | ---- | - | - | -- | -- | - | -- | -- | -- |
| Giappone    | 9    | 3 | 3 | 0  | 0  | 0 | 14 | 10 | +4 |
| Svizzera    | 5    | 3 | 1 | 1  | 0  | 1 | 18 | 17 | +1 |
| Paraguay    | 3    | 3 | 1 | 0  | 0  | 2 | 15 | 13 | +2 |
| Stati Uniti | 0    | 3 | 0 | 0  | 0  | 3 | 10 | 17 | -7 |

| Arbitro: | Aecio Fernández |

|                                                                   |           |                                                                     |
| Stankovic 1’, 14’ Hodel 6’ Ott 10’, 32’, 33’ Elliot 21’ Borer 27’ | Marcatori | 2’ (rig.) Leopoldo 15’, 32’ Perera 27’, 27’ (rig.) Reyes 30’ Santos |

| Arbitro: | Raul Gonzales |

|                                                  |           |                                           |
| C. Carballo 22’, 34’ P. Moran 28’ E. Barreto 32’ | Marcatori | 13’ Okuyama 16’, 27’ Ozu 24’, 36’ Akaguma |

| Arbitro: | Raúl González |

|                                    |           |                                                       |
| Canale 8'48'’, 32'39’ Toth 19'28'’ | Marcatori | 8'50'’, 32'42'’ Moreira 12'56'’ Matsuo 29'44'’ Tabata |

| Arbitro: | Suhaimi Mat Hassan |

|                                                               |           |                                                            |
| Y. Rolón 8’ J. Rolón 28’, 29’ (pen.), 38’ Ojeda 32’ Morán 34’ | Marcatori | 2’ Ostgen 12’ Ott 19’ Hodel 22’, 37’, 39’ (rig.) Stankovic |

| Arbitro: | Alex Valdiviezo |

|                                           |           |                                   |
| Akaguma 2’, 8’ Oba 21’ Ozu 21’ Komaki 29’ | Marcatori | 10’ Ott 33’ (rig.), 35’ Stankovic |

| Arbitro: | Ingilab Mammadov |

|              |           |                                                                  |
| Leopoldo 30’ | Marcatori | 9’ Morán 11’ J. Rolón 23’ Barreto 24’ (rig.) Carballo 30’ Ovelar |

### Girone B
| Squadra | P.ti | G | V | V+ | Vr | P | GF | GS | DR  |
| ------- | ---- | - | - | -- | -- | - | -- | -- | --- |
| Italia  | 6    | 3 | 2 | 0  | 0  | 1 | 21 | 10 | +11 |
| Uruguay | 6    | 3 | 2 | 0  | 0  | 1 | 9  | 9  | 0   |
| Tahiti  | 6    | 3 | 2 | 0  | 0  | 1 | 16 | 17 | -1  |
| Messico | 0    | 3 | 0 | 0  | 0  | 3 | 3  | 13 | -10 |

| Arbitro: | Ivo Moraes |

|                                                                                                  |           |                                                |
| Gori 2’, 6’, 13’, 32’ (rig.), 37’ Corosiniti 9’, 10’ Zurlo 18’, 18’, 29’, 33’ Percia Montani 30’ | Marcatori | 4’ Teriitau 12’ Chan-Kat 13’, 26’ Li Fung Kuee |

| Arbitro: | Bakhtiyor Namazov |

|                |           |  |
| G. Laduche 36’ | Marcatori |  |

| Arbitro: | Łukasz Ostrowski |

|                                                                        |           |              |
| Chan-Kat 12’, 22’ Teriitau 21’ (rig.) Labaste 27’ Taiarui 29’ Tepa 35’ | Marcatori | 25’ Vizcarra |

| Arbitro: | Hany Farouk |

|                                            |           |                  |
| Laens 7’ Costa 17’ Laduche 20’ Miranda 27’ | Marcatori | 4’, 7’, 36’ Gori |

| Arbitro: | Said Hachim |

|                          |           |                                      |
| Sámano 26’ Maldonado 29’ | Marcatori | 3’, 9’, 13’, 14’, 22’ Gori 23’ Zurlo |

| Arbitro: | Gonzalo Carballo |

|                                                             |           |                                       |
| Teriitau 3’ Tepa 10’, 30’ Tehau 14’ Labaste 22’ Taiarui 26’ | Marcatori | 5’, 34’ Bella 27’ Laduche 30’ Capurro |

### Girone C
| Squadra             | P.ti | G | V | V+ | Vr | P | GF | GS | DR |
| ------------------- | ---- | - | - | -- | -- | - | -- | -- | -- |
| Senegal             | 6    | 3 | 2 | 0  | 0  | 1 | 17 | 11 | +6 |
| Russia              | 6    | 3 | 2 | 0  | 0  | 1 | 14 | 14 | 0  |
| Bielorussia         | 3    | 3 | 1 | 0  | 0  | 2 | 10 | 13 | -3 |
| Emirati Arabi Uniti | 3    | 3 | 1 | 0  | 0  | 2 | 6  | 9  | -3 |

| Arbitro: | Gustavo Dominguez |

|                                                               |           |                                                                              |
| Diassy 5’, 17’ Fall 15’, 33’ Raoul 26’ Diagne 29’, 34’ (rig.) | Marcatori | 1’ (aut.) Thioune 4’, 34’ Nikonorov 8’, 31’, 32’ Zemskov 23’, 34’ Paporotnyi |

| Arbitro: | Adil Ouchker |

|                                                          |           |              |
| Savich 4’ Makarevich 19’ Samsonov 29’ Bryshtsel 31’, 32’ | Marcatori | 26’ A. Beshr |

| Arbitro: | Mariano Romo |

|                |           |                                                              |
| Paporotnyi 19’ | Marcatori | 2’ Al-Jasmi 23’ A. Mohammad 32’ (rig.) Muntaser 33’ W. Beshr |

| Arbitro: | Ivo Moraes |

|                         |           |                                                   |
| Hapon 15’ Bryshtsel 30’ | Marcatori | 6’, 25’ Mendy 7’ Diatta 27’, 29’, 29’, 32’ Diagne |

| Arbitro: | Raúl González |

|           |           |                                |
| Karim 32’ | Marcatori | 27’ Sylla 28’ Diatta 30’ Mendy |

| Arbitro: | Gionni Matticoli |

|                                                |           |                                         |
| Nikonorov 6’, 16’, 34’ Zemskov 14’ Shishin 36’ | Marcatori | 5’ Hapon 7’ Bryshtsel 10’ Kanstantsinau |

### Girone D
| Squadra    | P.ti | G | V | V+ | Vr | P | GF | GS | DR  |
| ---------- | ---- | - | - | -- | -- | - | -- | -- | --- |
| Brasile    | 9    | 3 | 3 | 0  | 0  | 0 | 29 | 11 | +18 |
| Portogallo | 6    | 3 | 2 | 0  | 0  | 1 | 20 | 11 | +9  |
| Oman       | 3    | 3 | 1 | 0  | 0  | 2 | 9  | 16 | -7  |
| Nigeria    | 0    | 3 | 0 | 0  | 0  | 3 | 8  | 28 | -20 |

| Arbitro: | Gumercindo Batista |

| |           |         |
| Belchior 13’, 25’ Jordan 14’ Torres 15’, 32’ (rig.), 33’ Coimbra 24’, 34’ Leo Martins 24’ Madjer 36’ | Marcatori | 12’ Abu |

| Arbitro: | Vitalij Gomolko |

|                                                                                |           |                  |
| R. Bokinha 4’ (rig.), 11’ Mauricinho 6’, 19’, 29’ Filipe 12’, 32’ Catarino 35’ | Marcatori | 8’ Nooh 33’ Sami |

| Arbitro: | Roman Borisov |

|                                            |           |                                                                                  |
| Ogbonna 11’, 15’, 26’ Taiwo 27’ Igudia 31’ | Marcatori | 5’, 20’ Al-Farsi 8’ Al-Sinani 20’ Mu. Al-Araimi 24’ Sa. Al-Bulushi 28’ Al-Oraimi |

| Arbitro: | Shao Liang |

| |           |                                                                         |
| Mauricinho 1’ Xavier 13’ Catarino 13’ Bokinha 17’, 18’ Coimbra 19’ (aut.) Rodrigo 20’ Filipe 30’ (rig.) Datinha 36’ | Marcatori | 9’, 28’ Jordan 12’, 28’ Coimbra 16’, 22’ L. Martins 23’ (rig.) Belchior |

| Arbitro: | Adil Ouchker |

|              |           |                                          |
| Al-Sinani 9’ | Marcatori | 5’ Coimbra 21’ B. Martins 28’ L. Martins |

| Arbitro: | Gustavo Domínguez |

|                    |           | |
| Ekujumi 9’ Abu 17’ | Marcatori | 4’ Mauricinho 6’, 19’ Lucão 16’, 25’, 27’ Rodrigo 29’ Rafinha 29’ (rig.), 35’ Bokinha 32’ Xavier 33’ Catarino 34’ Filipe |

## Fase a eliminazione diretta

### Tabellone
|  | Quarti di finale | Quarti di finale |                  |          | Semifinali                | Semifinali                |  |  | Finale           | Finale |
|  |                  |                  |                  |          |                           |                           |  |  |                  |        |
|  | 28 novembre 2019 |                  |                  |          |                           |                           |  |  |                  |        |
|  |                  |                  |                  |          |                           |                           |  |  |                  |        |
|  | Italia           | 5                |                  |          |                           |                           |  |  |                  |        |
|  | Italia           | 5                | 30 novembre 2019 |          |                           |                           |  |  |                  |        |
|  | Svizzera         | 4                |                  |          |                           |                           |  |  |                  |        |
|  | Svizzera         | 4                | Italia (dts)     | 8        |                           |                           |  |  |                  |        |
|  | 28 novembre 2019 |                  | Italia (dts)     | 8        |                           |                           |  |  |                  |        |
|  |                  | Russia           | 7                |          |                           |                           |  |  |                  |        |
|  | Brasile          | Russia           | 7                | 3        |                           |                           |  |  |                  |        |
|  | Brasile          |                  | 1º dicembre 2019 | 3        |                           |                           |  |  |                  |        |
|  | Russia           | 4                |                  |          |                           |                           |  |  |                  |        |
|  | Russia           | 4                | Italia           | 4        |                           |                           |  |  |                  |        |
|  | 28 novembre 2019 |                  | Italia           | 4        |                           |                           |  |  |                  |        |
|  |                  | Portogallo       | 6                |          |                           |                           |  |  |                  |        |
|  | Giappone         | Portogallo       | 6                | 3        |                           |                           |  |  |                  |        |
|  | Giappone         | 30 novembre 2019 |                  | 3        |                           |                           |  |  |                  |        |
|  | Uruguay          | 2                |                  |          |                           |                           |  |  |                  |        |
|  | Uruguay          | 2                | Giappone         | 3 (1)    | Finale per il terzo posto | Finale per il terzo posto |  |  |                  |        |
|  | 28 novembre 2019 |                  | Giappone         | 3 (1)    | Finale per il terzo posto | Finale per il terzo posto |  |  |                  |        |
|  |                  | Portogallo (dcr) | 3 (2)            |          |                           |                           |  |  |                  |        |
|  | Senegal          | Portogallo (dcr) | 3 (2)            | 2        | Russia                    | 5                         |  |  |                  |        |
|  | Senegal          |                  |                  | 2        | Russia                    | 5                         |  |  |                  |        |
|  | Portogallo       | 4                |                  | Giappone | 4                         |                           |  |  |                  |        |
|  | Portogallo       | 4                |                  |          | 4                         |                           |  |  |                  |        |
|  |                  |                  |                  |          |                           |                           |  |  | 1º dicembre 2019 |        |
|  |                  |                  |                  |          |                           |                           |  |  |                  |        |

### Quarti di finale
| Arbitro: | Said Hachim |

|                        |           |                                         |
| Rodrigo 1’, 13’ Mão 5’ | Marcatori | 2’ Zemskov 20’ Shishin 24’, 31’ Romanov |

| Arbitro: | Gonzalo Carballo |

|                    |           |                                                           |
| Sylla 3’ Mendy 36’ | Marcatori | 8’ Jordan 20’ (aut.) Diassy 22’ L. Martins 32’ B. Martins |

| Arbitro: | Mariano Romo |

|                                                 |           |                                        |
| Gentilin 8’ Zurlo 24’, 31’, 36’ Ramacciotti 25’ | Marcatori | 5’, 10’ Ott 20’ M. Jaeggy 31’ L. Borer |

| Arbitro: | Sofien Benchabane |

|                               |           |                                |
| Oba 8’ Okuyama 11’ Tabata 16’ | Marcatori | 20’ (rig.) Laduche 36’ Capurro |

### Semifinali
| Arbitro: | Ebrahim Al-Mansory |

|                                                                             |           |                                                               |
| Corosiniti 9’ Ramacciotti 10’, 15’, 27’ Gori 25’, 25’, 31’ Zurlo 37’ (rig.) | Marcatori | 4’ Novikov 14’, 35’ Makarov 22’, 24’ Zemskov 25’, 31’ Romanov |

| Arbitro: | Łukasz Ostrowski |

|                                  |                      |                                   |
| Ozu 11’ Yamauchi 13’ Akaguma 36’ | Marcatori            | 2’ L. Martins 29’, 31’ B. Martins |
| Ozu Yamauchi Tabata              | Tiri di rigore 1 – 2 | Madjer Coimbra                    |

### Finale 3º posto
| Arbitro: | Juan Angeles |

|                                             |           |                                |
| Zemskov 8’, 23’, 29’ Novikov 8’ Makarov 26’ | Marcatori | 4’, 8’ Akaguma 12’ Ozu 23’ Oba |

### Finale
| Arbitro: | Ivo Moraes |

|                                            |           |                                                      |
| Zurlo 6’ Ramacciotti 31’, 36’ Gentilin 31’ | Marcatori | 8’, 28’ L. Martins 18’, 26’, 35’ Jordan 18’ Lourenço |

## Campione
| Campione del Mondo 2019 PORTOGALLO 2º titolo |

## Statistiche

### Classifica marcatori
16 goal
- Gabriele Gori

10 goal
- Emmanuele Zurlo
- Fedor Zemskov

8 goal
- Léo Martins

7 goal
- Takuya Akaguma
- Ozu Moreira
- Jordan Santos
- Noël Ott
- Dejan Stankovic

6 goal
- Bokinha
- Rodrigo
- Dario Ramacciotti
- Mamour Diagne

5 goal
- Mauricinho
- Rui Coimbra
- Boris Nikonorov
- Raoul Mendy

4 goal
- Ihar Bryshtsel
- Filipe
- Jesús Rolón
- Bê Martins
- Kirill Romanov
- Gastón Laduche

3 goal
- Diogo Catarino
- Francesco Corosiniti
- Takaaki Oba
- Emeka Ogbonna
- Carlos Carballo

- Pedro Morán
- Nuno Belchior
- Bruno Torres
- Aleksey Makarov

- Artur Paporotnyi
- Gervais Chan-Kat
- Patrick Tepa
- Ariihau Teriitau

2 goal
- Aleh Hapon
- Lucão
- Bruno Xavier
- Josep Junior Gentilin
- Masanori Okuyama
- Teruki Tabata
- Azeez Abu
- Sami Al-Bulushi
- Eid Al-Farsi
- Jalal Al-Sinani

- Édgar Barreto
- Andrei Novikov
- Dmitry Shishin
- Lansana Diassy
- Ninou Diatta
- Babacar Fall
- Mamadou Sylla
- Philipp Borer
- Glenn Hodel
- Mo Jaeggy

- Tearii Labaste
- Raimana Li Fung Kuee
- Heimanu Taiarui
- Alessandro Canale
- Jason Leopoldo
- Nick Perera
- Oscar Reyes
- Nicolás Bella
- Marcelo Capurro

1 goal
- Ivan Kanstantsinau
- Valery Makarevich
- Dzianis Samsonov
- Illia Savich
- Datinha
- Mão
- Rafinha
- Marcello Percia Montani
- Masayuki Komaki
- Naoya Matsuo
- Shusei Yamauchi
- Ramón Maldonado
- Érick Sámano

- José David Vizcarra
- Egan-Osi Ekujumi
- Godspower Igudia
- Adams Taiwo
- Mushel Al-Araimi
- Khalid Al-Oraimi
- Nooh Al-Zadjali
- Luis Ojeda
- Carlos Ovelar
- Yoao Rolón
- André Lourenço
- Madjer
- Eliott Mounoud

- Jan Ostgen
- Alvin Tehau
- Mohamed Al-Jasmi
- Ahmed Beshr
- Waleed Beshr
- Ali Karim
- Ali Mohammad
- Hesham Muntaser
- Jason Santos
- Christopher Toth
- Guillermo Costa
- Andrés Laens
- Santiago Miranda

1 autogoal
- Rui Coimbra
- Lansana Diassy
- Ibra Thioune

### Premi
| adidas Golden Ball   | adidas Silver Ball   | adidas Bronze Ball   |
| -------------------- | -------------------- | -------------------- |
| Ozu Moreira          | Jordan Santos        | Bê Martins           |
| adidas Golden Scorer | adidas Silver Scorer | adidas Bronze Scorer |
| Gabriele Gori        | Emmanuele Zurlo      | Fedor Zemskov        |
| 16 goal              | 10 goal              | 10 goal              |
| adidas Golden Glove  |                      |                      |
| Elinton Andrade      |                      |                      |
| FIFA Fair Play Award |                      |                      |
| Senegal              |                      |                      |